# نیکلاس لندین یاکوبسن
نیکلاس لندین یاکوبسن (دانمارکی: Niklas Landin Jacobsen؛ زادهٔ ۱۹ دسامبر ۱۹۸۸) بازیکن هندبال اهل دانمارک است.